# 被爆ピアノ
被爆ピアノ（ひばくピアノ）は、1945年8月の日本への原子爆弾投下によって被爆したピアノ。

## 概要
1991年の湾岸戦争を契機として、音楽を通じた平和・環境活動を開始したジャズピアニスト河野康弘が、日本には山の木を伐採してつくられたピアノが約450万台眠っていることを知り、古いピアノの再利用が自然との共生と考え、1992年からピアノの再利用活動を開始した。
河野は、1994年ころから広島へ行くようになり、原爆のこと、平和のことを沢山の方に考えてほしいと考え、原爆ドーム前でのコンサート開催を構想する。そして「広島にはきっと被曝ピアノが眠っているのではないか」と考え、被爆したであろうピアノを探し始める。その後、呉市の中学校で被曝したピアノの提供を受け、矢川光則に整備を依頼。1997年8月6日、8:10より広島現代美術館で被爆ピアノによる演奏を行う。これが被爆ピアノの初めての演奏となった。翌1998年8月5日には、原爆ドーム元保川対岸ステージ「地球ハーモニーコンサート」で矢川光則が発見した被曝ピアノ2台で演奏した。
2025年時点で広島市に10台・長崎市に1台・仙台市に1台合計12台が現存する。うち仙台のものは広島で被爆したことから広島市への原子爆弾投下によるものが11台、長崎市への原子爆弾投下によるものが1台になる。いくつかは再生され演奏活動を続け、2017年ノーベル平和賞コンサートでその存在が世界的に知られるようになる。なお矢川は2018年時点で「新たな被爆ピアノが出てくることはもうないだろう」とコメントしていたが、2021年に新たな被爆ピアノが矢川のもとに寄贈された。

## 現存

### 広島
| 1 | （呼称なし） | 製造年不明のアップライトピアノ                           |
| 1 | - 牛田の民家で被爆。 - 1961年に河合楽器広島支社から広島平和記念資料館へ寄贈された。 |                                                          |
| 2 | 明子さんのピアノ | 1926年エリントン（ボールドウィン製）アップライトピアノ。 |
| 2 | - 所有者は同年に生まれた帰米二世であり、アメリカで生まれた際に両親が購入し帰国時に持ち込んだ。 - 爆心地から約2.5kmの三滝町の民家で被爆。所有者は爆心地から約1kmのところで被爆し、翌8月7日に亡くなっている。 - 戦後両親が保管、2005年に社団法人HOPEプロジェクトへ託され、演奏活動が行われていた。2020年から平和記念公園レストハウスに常設展示される。 |                                                          |

以下の6台は河野と矢川の活動によって再生されたもの。2001年、矢川が広島県内で演奏活動を開始、2005年から全国で活動を始めている。
| 3 | ミサコのピアノ（千田町ピアノ） | 1932年（昭和7年）ヤマハ製アップライトピアノ。                      |
| 3 | - 爆心地から約1.8kmの千田町の民家で被爆。 - 2005年に所有者から矢川へ託された。 |                                                                    |
| 4 | カズコのピアノ（段原ピアノ） | 製造年度不明のホルゲル（HORUGEL（ドイツ））製アップライトピアノ。  |
| 4 | - 爆心地から約2.6kmの段原の民家で被爆。当時所有者と同地で一緒に被爆している。 - 2009年に所有者から矢川へ託された。 |                                                                    |
| 5 | 宇品ピアノ | 1938年（昭和13年）ヤマハ製アップライトピアノ。                     |
| 5 | - 爆心地から約3kmの宇品の民家で被爆。 - 1998年に被爆者団体から矢川へ託された。 - 2017年ノーベル平和賞コンサートで用いられた。 |                                                                    |
| 6 | 舟入ピアノ | 1920年（大正9年）ヤマハ製アップライトピアノ                        |
| 6 | - 爆心地から1.5kmの舟入の民家で被爆、側面にガラス片が刺さった跡が残る。当時所有者と同地で一緒に被爆している。 - 2014年、所有者から矢川に託された。 |                                                                    |
| 7 | グランドピアノ | 1937年（昭和12年）ヤマハ製セミコンサートグランドピアノ。           |
| 7 | - 所有者は音楽の指導者で、爆心地から2kmの小学校（現・西区）で被爆し爆風でばらばらになった。 - 1946年（昭和21年）、広島ピアノ工場で大がかりな修復が行われた。 - 所有者の死後はその教え子である広島市のピアノ教師が譲り受け、2014年に矢川へ託された。                                                                              |                                                                    |
| 8 | 牛田ピアノ | 製造年度不明のモルゲンスターン（国産ブランド）アップライトピアノ。 |
| 8 | - 爆心地から約2.3kmの牛田旭の民家で被爆、爆風によるガラス片も残っていた。当時所有者と同地で一緒に被爆している。 - 2016年に所有者から矢川へ託された。 |                                                                    |
| 9 | アップライトピアノ | 1924年（大正13年）エイラーズ（アメリカ）製アップライトピアノ。     |
| 9 | - 所有者がアメリカに移住した叔父から譲り受けたもの。 - 所有者と高等女学校時代に同級生だった二葉あき子が東京音楽学校の進学を目指すためにこのピアノを使用して練習していたことがある。 - 爆心地から約1.7kmの西観音町の民家で被爆。 - 所有者の死後は所有者が保有していた賃貸住宅で保管され、2021年に所有者の長女から矢川へ託された。 |                                                                    |

### 長崎
| 1 | （呼称なし） | 製造年不明のヤマハ製アップライトピアノ。 |
| 1 | - 爆心地から2.8kmにあった民家で被爆、爆風で飛散したガラス片が刺さった跡が残る。 - 終戦後も所有者が用いていたが使わなくなったため、1984年に長崎原爆資料館へ寄贈された。 - 2006年、長崎資料館の企画展で一度展示されたが、現在は収蔵庫に保管されている。広島のものと同様に修復され利用可能であるとされるが、寄贈された原爆資料は現状保存が前提であるため、そのままの状態となっている。 |                                          |

### 仙台
| 1 | （呼称なし） | 製造年度不明のアップライトピアノ |
| 1 | - 1933年、所有者が母から買ってもらう。結婚により広島に在住、ピアノは夫の実家に置いていた。爆心地から3km（4kmとも）で被爆する。 - 後に転居するも、その際ピアノも持参した。2003年、仙台市内の工房に修理に出し、再生された。 - 現在も個人が所有。 |                                  |

## メディア
書籍
- 指田和子『ヒロシマのピアノ』文研出版（原著2007年7月1日）。ISBN 978-4580820005。 NCID BA82766640。
- 松谷みよ子『ミサコの被爆ピアノ』講談社（原著2007年7月3日）。ISBN 978-4062141345。 NCID BA82984652。
- 矢川光則『海をわたる被爆ピアノ』講談社（原著2010年7月27日）。ISBN 978-4062163514。 NCID BB02956201。
- 中村真人『明子のピアノ : 被爆をこえて奏で継ぐ』岩波書店（原著2020年7月3日）。ISBN 978-4002710280。 NCID BB31412852。
- 五藤利弘『おかあさんの被爆ピアノ』講談社（原著2020年8月3日）。ISBN 978-4065202869。 NCID BC01681422。
- まほろば遊『旅するピカドンピアノ』三恵社（原著2020年8月6日）。ISBN 978-4866932538。 NCID BC0169456X。
- 西村文、廣谷明人、二口とみゑ『明子さんのピアノとパルチコフさんのヴァイオリン』ガリバープロダクツ（原著2023年8月10日）。ISBN 978-4861070921。 NCID BD03385392。

楽曲
- 北村優希『傷だらけのピアノ』2011年
- 藤倉大「ピアノ協奏曲第4番『Akiko's Piano』」2020年（指揮：下野竜也、ピアノ：萩原麻未、管弦楽：広島交響楽団）

映画
- 『おかあさんの被爆ピアノ』2020年8月8日公開（2020年7月17日より広島先行上映）

### 動画
- 【被爆者の魂つなぐ】「被爆ピアノ資料館」オープン　活動20年の集大成 - 広島ホームテレビ (2021年7月15日) - YouTube
- マルタ・アルゲリッチさん広島で演奏（総集編）(2024年5月31日) - YouTube
- 戦後80年“被爆ピアノ”コンサート　平和を願い各地で開催　ピアノ調律師を取材【ワイド！スクランブル】(2025年5月23日) - YouTube